# Фонд «Реальная медицина»
Фонд «Реальная медицина» (англ. Real Medicine Foundation) — это американская некоммерческая общественная благотворительная организация, с мая 2011 года имеющая специальный консультативный статус при Экономической Организации Объединенных Наций и Социального Совета. Создана в мае 2005 года, штаб-квартира в Лос-Анджелесе, Калифорния, ведет работу в 17 странах (в том числе Армении, Южном Судане и т. д.), на четырех континентах, сотрудничает с несколькими правительствами и международными агентствами (ООН, ВОЗ, Агентство США по международному развитию и другие).

## История
В 2005 году доктор Мартин Фукс после работы в течение нескольких месяцев по оказанию помощи пострадавшим от цунами в Азии основал Фонд, оказывающий гуманитарную поддержку людям, живущим в пострадавших районах в бедствий и бедности, и продолжающий помогать общинам долго после катастрофы. Организация утверждает, что «реальная» медицина ориентирована на личность в целом, комплексно предоставляя медицинскую / физическую, эмоциональную, экономическую и социальную поддержку. Используя комплексный подход, такая медицина формирует партнерские отношения с отдельными лицами и существующими организациями по всему миру, позволяя создавать эффективные модели и устойчивые решения, которые были разработаны, построены и реализованы в глобальном масштабе.
Первые годы после основания RMF характеризовались экстренным реагированием на стихийные бедствия. После того, как потребности в выживании и здравоохранении удовлетворены, организация устанавливает мобильные и стационарные медицинские клиники, при этом используя региональных сотрудников. Используя эти клиники в качестве «ядра», к ним методично добавляются дополнительные модули ухода, тем самым решая первоочередные потребности региона. Такие программы, как материнское детское здравоохранение, ликвидация голода и недоедания, лечение ВИЧ/СПИДа, малярии и профилактика болезней, микрофинансирование и экономические проекты вводятся на существующей инфраструктуре. Оставаясь в долгосрочной перспективе и работая с местным персоналом и ресурсами, организация обеспечивает долгосрочную устойчивость и развитие потенциала.